# Rassemblement démocratique du peuple camerounais
Pour les articles homonymes, voir Rassemblement démocratique.

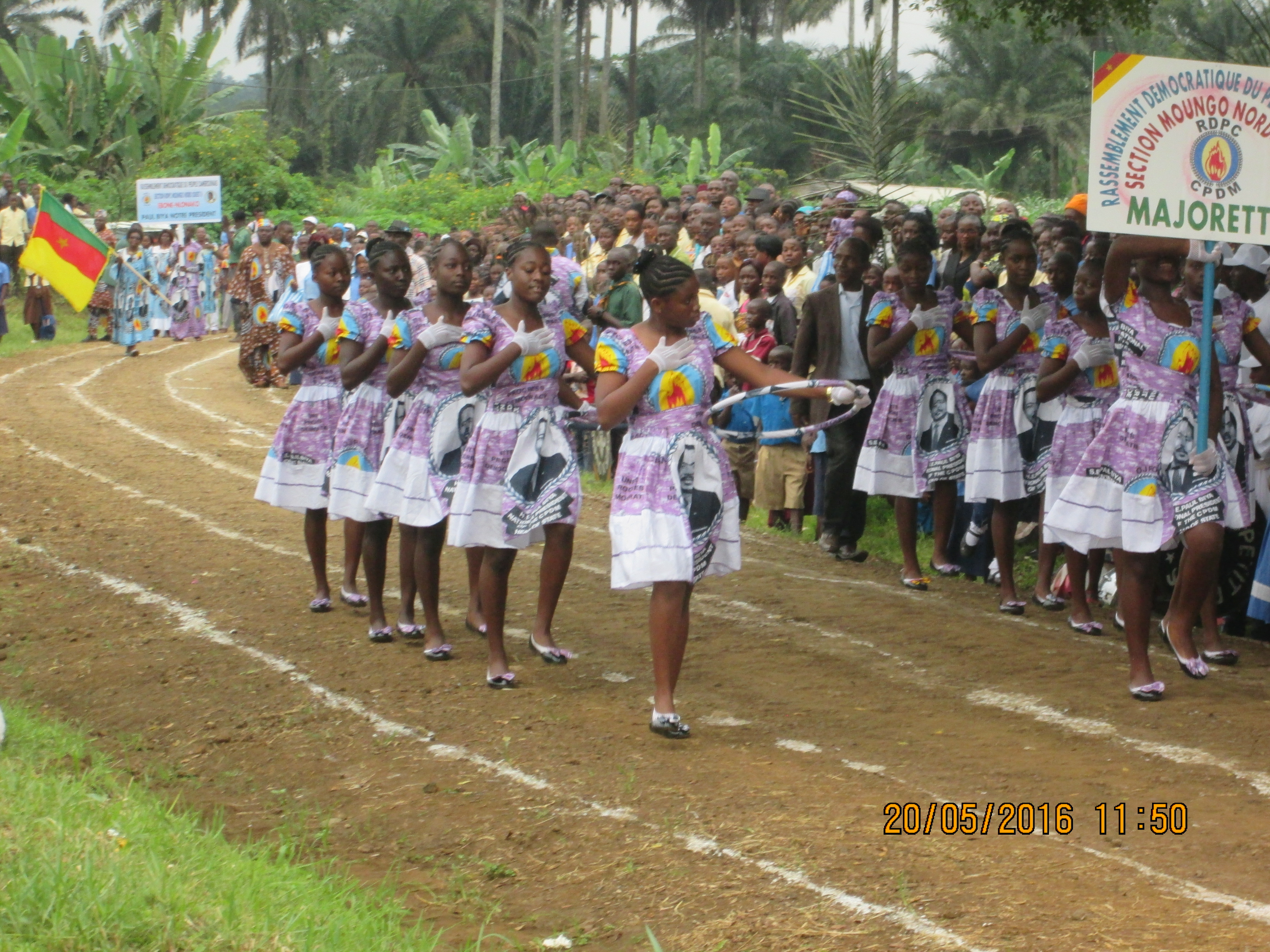
Défilé en 2016 de majorettes de la section Moungo Nord du RDPC.

Le Rassemblement démocratique du peuple camerounais (RDPC, en anglais : Cameroon People's Democratic Movement, CPDM) est le parti au pouvoir du Cameroun. Son ancien nom (1960-1984) était Union nationale camerounaise, ancien parti unique fondé par Ahmadou Ahidjo, ancien président de la république du Cameroun, qui a dominé la vie politique camerounaise depuis l'indépendance en 1960. Il est fondé le 24 mars 1985 et a pour emblème une flamme ardente sur fond bleu.

## Idéologie
Le RDPC œuvre pour la recherche et la consolidation de l'unité, de l'intégration et de l'indépendance nationales, ainsi que le développement économique du Cameroun et la sauvegarde des libertés fondamentales du citoyen.

## Résultats électoraux

### Élections présidentielles
À l'élection présidentielle de 1997, son candidat Paul Biya (président de la République depuis 1982) a obtenu 92,6 % des voix ; à celle de 2018, 71,28 % des suffrages.
| Année | Candidat  | Voix      | %     | Rang |
| ----- | --------- | --------- | ----- | ---- |
| 1984  | Paul Biya | 3 878 138 | 100   | 1er  |
| 1988  | Paul Biya | 3 321 872 | 100   | 1er  |
| 1992  | Paul Biya | 1 185 466 | 40,0  | 1er  |
| 1997  | Paul Biya | 3 167 820 | 92,57 | 1er  |
| 2004  | Paul Biya | 2 665 359 | 70,92 | 1er  |
| 2011  | Paul Biya | 3 772 527 | 77,99 | 1er  |
| 2018  | Paul Biya | 2 521 934 | 71,28 | 1er  |

### Élections législatives
Aux élections législatives de 1997, le RDPC remporte 123 des 180 sièges de l'Assemblée tandis qu'en 2002, se déroulant les 30 juin et 15 septembre, ce parti a remporté 149 sièges.
Aux législatives de septembre 2013, le RDPC remporte 148 sièges.
| Année | Voix      | %     | Rang | Sièges    | Gouvernement |
| ----- | --------- | ----- | ---- | --------- | ------------ |
| 1988  | 3 179 898 | 100   | 1er  | 180 / 180 | Majorité     |
| 1992  | 989 044   | 45,5  | 1er  | 88 / 180  | Majorité     |
| 1997  | 1 399 751 | 48,0  | 1er  | 109 / 180 | Majorité     |
| 2002  | —         | —     | 1er  | 149 / 180 | Majorité     |
| 2007  | 2 105 503 | 67,30 | 1er  | 153 / 180 | Majorité     |
| 2013  | 2 555 689 | 63,52 | 1er  | 148 / 180 | Majorité     |
| 2020  | —         | —     | 1er  | 152 / 180 | Majorité     |

### Élections sénatoriales
| Année | Sièges  | Rang | Résultat |
| ----- | ------- | ---- | -------- |
| 2013  | 56 / 70 | 1er  | Majorité |
| 2018  | 63 / 70 | 1er  | Majorité |
| 2023  | 70 / 70 | 1er  | Majorité |